# تود مارشال
تود مارشال (بالإنجليزية: Todd Marshall)‏ هو لاعب كرة قدم أسترالية أسترالي، ولد في 8 أكتوبر 1998.

## وصلات خارجية
- تود مارشال على موقع AustralianFootball.com (الإنجليزية)
- تود مارشال على موقع AFLtables.com (الإنجليزية)